# Rhyncomya soyauxi
Rhyncomya soyauxi är en tvåvingeart som beskrevs av Karsch 1886. Rhyncomya soyauxi ingår i släktet Rhyncomya och familjen Rhiniidae. Inga underarter finns listade i Catalogue of Life.